# Bob Calihan
Robert James Calihan, detto Bob (Perry, 2 agosto 1918 – Detroit, 22 settembre 1989), è stato un cestista e allenatore di pallacanestro statunitense.
Ha giocato nella NBL ed ha allenato la University of Detroit Mercy.

## Palmarès

### Giocatore
- Campione NBL (1947)
- 4 volte All-NBL Second Team (1941, 1946, 1947, 1948) (record)